# Ікавізм
Ікавізм — явище в історії староукраїнської мови, що полягає в переході голосних звуків [o] і [е] у закритих складах у [i]. Пов'язане з явищем редукції голосних звуків. Процес переходу був поступовим, тривавши у XI—XVII ст.[джерело?] Унаслідок цього переходу виникли фонетичні чергування [о/і], [е/і], [у/і]: унікальне явище, яке властиве тільки українській мові. Зміна в вимові [o] і [е] на [і] залишалася продуктивною до кінця XVIII ст. (за Ю. Шевельовим), після чого процес припинився, і в нових запозиченнях у закритих складах [o] і [е] зберігаються. На думку І. Огієнка, чергування [о/і], [е/і] — «найхарактерніша ознака української мови». Розвиток змін відбувався через стадію дифтонгізації.
Ікавізм — фонологічна риса української мови, якою вона виразно виділяється серед інших слов'янських мов і одночасно пов'язується зі спорідненими явищами в полабській (мертвій мові), серболужицькій, сербській, хорватській, польській та чеській мовах (розходження як голосного є вторинним). Ікавізм як мовне явище реалізується у мовленнєвому процесі як і́кання.
Застосування чи незастосування ікавізму було непередбачуване, бо [і] мало двоїсту природу (пор. діл — долу, діло — діл). За таких умов переходи аж ніяк не сприяли передбачуваності чергувань, тому радше заплутували ситуацію, особливо завдяки явищу аналогії, окрім тих випадків, коли певна морфологічна категорія приймала одну конкретну модель. З часом ця система ставала дедалі незрозумілішою, тому первісну фонетичну мотивацію переходу [і] в [о], [е] нині дещо втрачено, через що виникли гіперкорекційні форми типу хрін-хрону (прасл. *xrěnъ).

## Передумови
Припускають, що процес переходу зв'язаний із редукцією голосних звуків, і появою внаслідок цього закритих складів. Голосні повного утворення [o] і [e] в закритих складах отримували компенсаційне подовження, через низку проміжних етапів переходячи в [i]. Очевидно, найраніше цей процес розпочався в галицько-волинському діалектному ареалі, звідти поширився на інші південноруські говори.
Занепад редукованих і подовження етимологічних [o] і [e] в новозакритих складах були взаємозалежними процесами, і відбувалися одночасно. У давньоруських пам'ятках на місці етимологічного [o] засвідчені написання з подвоєним о (воовця, воотчину), але частіше — з у чи ю (добровулно, грошювь). Подовжені голосні не могли довго існувати в мові, бо це суперечило давній (з часів квантативного вирівнювання) тенденції до усунення протиставлення голосних за тривалістю. У різних діалектах української подовжені голосні дали різні рефлекси: у поліських вони змінилися в дифтонги чи інші звукові комбінації, у галицько-волинських і південно-східних поступово перейшли в [i].
Останні внаслідок занепаду редукованих ъ та ь в наступному складі подовжилися і через стадію дифтонгізації (*о > [ō] > [uo], [uɪ], [ui], [ue] … > [i]; *е > [ē] > [ie] > [i]) чи через звуження цих голосних у монофтонги і делабіалізацію (*о, *е > [ō], [e] > [u], [ʊ̈] > [i]) у всіх південно-східних та багатьох південно-західних говорах змінилися в [i]: *stolъ > стōл >… > стіл; *selъ, > сēл > … > сіл. Позиційний перехід [о], [е] в [і] зумовив чергування фонем: [о] — [і], [е] — [і], розширення сполучуваності голосних і приголосних, зокрема палаталізованих приголосних фонем з голосним [і]. Секундарний [і] у новозакритих складах відповідно до давніх *о, *е так само, як [і] < ě (ѣ), становить норму сучасної української літературної мови.
Північні говірки зберегли давні стадії розвитку ікавізму, подовжені наголошені голосні [ō], [ē] у закритих складах, як і [ě] («ять»), не розвинулися ще в [і], а затрималися на якійсь попередній стадії розвитку, найчастіше у формі якогось дифтонга [uo], [ue], [ui] чи [ie] або монофтонга [u], [ɪ] чи [ʊ̈].

## Гіпотези
У цілому ми маємо дві головні та декілька інших гіпотез розвитку українського [і] з [о], [е] в новозакритих складах:
1. До занепаду зредукованих голосних український територіально-мовний простір був нечленований (або слабочленований) і від Прип'яті до Карпат розпочався однаковий процес витворення [і]. При цьому північні говірки затримали певну проміжну дифтонгічну стадію.
2. До занепаду зредукованих голосних український територіально-мовний простір не був єдиним, тому на півночі і півдні України розвиток [о] проходив незалежно, при чому в південноукраїнських говірках дифтонгічної стадії не було.

Окрім цих двох, існують іще кілька припущень, що по-своєму пояснюють розвиток [і]:
- До занепаду зредукованих український територіально-мовний простір був нечленований, але дифтонгізація охопила тільки північні говірки, а на півдні витворення [і] відбулося лише через стадію монофтонгів.
- До занепаду зредукованих український територіально-мовний простір був нечленований, але розвиток [і] як на півночі, так і на півдні міг проходити обома шляхами: і через дифтонгізацію, і через монофтногізацію.

## Перехід [o] > [i]
Вважається, що подовжений [о] поступово переходив в дифтонг [uo], [uɪ], потім — в [ui], і нарешті, це сполучення монофтонгізувалося в [i]:
- [возъ] → [вōз] → [вуиз] → [вуіз]… → [віз]
- [стогъ] → [стōг] → [стуог] → [стуиг] → [стуіг]… → [стіг]

У наростку -овл- етимологічний [о] змінився в [і] нефонетично, бо в наступому складі ніколи не було зредукованого [ь] чи [ъ]: будовля → будівля, зимовля → зимівля. Зміну [о] в [і] тут викликано аналогією до інших слів із секундарним [і] в новому закритому складі. Можливо, такий перехід викликав гіперизм на стику з говірками, у яких під упливом дієслівних форм купую, торгую з'явилися купувля, торгувля, сприйняті аналогічно до кунь, вул. Проте власні назви [о] зберігають: Боромля, Теребовля, а також слово ловля, де [о] входить до кореня, а не наростка.

### Дані пам'яток
Більш-менш надійними прикладами вимови [і] на місці [о] можна вважати написання від кінця XVI — початку XVII ст. у Полтавських актових книгах: пиду, отийшол, не дистало, потим, шагив, а також у галицьких і кролевецьких документах XVII ст.: кнутивъ, тых дылів, килка, разив, Ляхивщину. Але зовсім непросто зараз відзначити, коли і де вперше український писар написав і на місці о. Чи не найдавнішим таким прикладом є Jablincza (псл. *ablonь) — закарпатський топонім, що його навів В. Німчук з угорської грамоти 1460 року.

## Перехід [e] > [i]
Голосний [ē] перед колишнім складом з [ь] через стадію [ḭе] розвинувся в монофтонг [і]:
- [п'еч'] → [п'ēч'] → [п'ḭеч'] → [піч]

Перед колишнім складом з [ъ] розвиток проходив через дифтонги з [ʊ̈] — лабіалізованим [u] ([ʊ̈o] > [ʊ̈ɪ] > [ʊ̈i]):
- [с'ел] → [с'ÿол] → [с'ÿил] → [с'ÿіл].. → [с'іл]

### Історія
Найдавніші староукраїнські пам'ятки засвідчують голосівку [і] на місці [e] з другої половини XIV ст.: шистьдєсѧтъ, шисть, шистьцѧтого. Оскільки писемні пам'ятки відбивають зміни з деяким запізненням, можна вважати, що [e] змінився в [і] не пізніше другої половини ХІІІ — першої половини XIV ст.

## Перехід в [i] вторинних [o], [e]
Якщо голосні [o], [e] були за походженням колишніми редукованими [ь], [ъ], чи епентичними, то їхнього подовження з наступним переходом в [i], як правило, не відбувалося.
Деякі винятки з цього правила (утік при паралельній формі уток < прасл. *ǫtъkъ; форми родового відмінка множини бліх, сліз < прасл. *blъxъ, *slьzъ; форми прийменників зі, наді, піді, уві < *sъ(n), *nadъ, *podъ, *vъ(n)) можуть бути пояснені «виправленням» за аналогією.
У числівнику вісім (д.-рус. осмь) другий звук [і] стоїть на місці не етимологічного, а епентичного [е], що з'явився після сибілянта перед сонорним [м] внаслідок занепаду [ь]. Виник він не фонетично, а за аналогією до сім (д.-рус. семь). Звук [і] у першім складі розвинувся пізніше за аналогією до [і] другого складу.
У слові вівторок [і] розвинувся з протетичного [о] (у цьому випадку мала місце подвійна протеза [v] + [o]): въторъкъ > ōвторок > вōвторок > вівторок.

## Перехід [у] в [і]
Досі нерозв'язаним питанням є причина переходу [у] в [і]. Таке явище не було сильно поширине, тому наразі зустрічається лише в декількох словах, як-от: огірок ← огурок, заміж ← замуж, діброва ← дуброва, шкіра ← шкура (що успадкувала літературна мова), а також парібок ← парубок, заліб ← залуб, оріжжя ← оружжя, кадіб ← кадуб, піть ← путь, сім ← сум, жміт ← жмут, кічма ← кучма, наміл ← намул, каламітний ← каламутний, бійний ← буйний, глібокий ← глибокий ← глубокий, шкатільгати ← шкатульгати, кліч ← ключ, бріх ← брюх.

## Перехід [ě] в [і]
Перехід [ě] в [і] відбувався в усіх випадках, незалежно від фонетичних умов: дѣло → діло, снѣг → сніг, стѣна → стіна, бѣда → біда, рѣка → ріка тощо.

### Дані пам'яток
Найдавнішим відтворенням [ě] як [і] дехто вважає написання τζερνιγωγαν (форма зн. відм. від Чернігів ← д.-рус. Чернѣговъ) у Костянтина Багрянородного, яке належить середині Х ст. Як бачимо, літера ι відповідає наголошеному ě. На думку Л. А. Булаховського, таке написання дає право вважати, що принаймні з Х ст. місто Чернігів населяли «ікавці» — «ієкавці», тобто звук [ě] вимовляли як [і] або [іє]. Проте, наведене свідчення дуже ненадійне, щоб на його підставі можна було робити якісь висновки, окрім того, часто трапляється і форма д.-рус. Черниговъ.
Написання и замість ѣ давньоруські пам'ятки південного походження засвідчують декількома прикладами і в ХІ ст.: ниции, в вѣри, нимаѩ, исцили, въ мироу, двѣ ризи. Але поряд із ними у тих самих рукописах засвідчено більше прикладів написання саме з е замість ѣ: нєсть, вєруѫ, лєта, нєдєлѣ, гнєвъ. Звичайно, що навіть такі приклади дають змогу зрозуміти якісну, артикуляційно-акустичну близькість [ě] до [е] та [і], на що вказують і зворотні процеси заміни: ѩвлєнѣѥ замість ѩвлєниѥ, прѣвєдуть замість приведуть, утоплѣнъ замість утоплєнъ. Починаючи з ХІІІ — XIV ст., писемні пам'ятки засвідчують написання и замість ѣ уже дуже часто, хоч коли-не-коли й писано є замість ѣ. Однак уже принаймні з другої половини ХІІІ ст. у більшості південних говорах давньоруської мови (ареал утворення української мови) звук [ě] вимовлявся як монофтонг [і].

## Відсутність переходу
Подовження голосних у закритому складі з наступним переходом [o] > [i], [e] > [i] не відбувалося в таких випадках:
У разі походження голосного з редукованого
Не відбувалося подовження, якщо голосні були за походженням колишніми редукованими [ь], [ъ]:
- сон (< д.-рус. сънъ, прасл. *sъnъ)
- вовк (< д.-рус. вьлкъ, прасл. *vьlkъ)
- лоб (< д.-рус. лъбъ, прасл. *lъbъ)
- пень (< д.-рус. пьнь, прасл. *pьnь)
- рот (< д.-рус. рътъ, прасл. *rъtъ),
- мох (< д.-рус. мъхъ, прасл. *mъxъ).

Ця особливість помітна і в закінченнях орудного відмінка однини: сином (< *synъmь), медом (< *medъmь). Первісно закінчення *-ъмь мали лише іменники з основою на *-ŭ, надалі подібні форми з'явилися і в іменників з основою на *-ŏ (замість ранішого *-omь): городом, братом (д.-рус. городъмь, братъмь).
Однак Етимологічний словник української мови засвідчує діалектні форми на зразок ріт, вівк, ліб, міх (літ. рот, вовк, лоб, мох), які з'явилися тільки через аналогію, бо жодних умов для переходу [о] в [і] тут не було. Відомі подібні гіперкорекційні форми і в літературній мові:, наприклад, утік (при паралельній формі уток).
У словах з повноголоссям
Не спостерігається, зазвичай, перехід звуків [о] і [е] в [і] у повноголосних звукосполуках -оро-, -оло-, -ере-, -еле- у словах зі сталим (що є за походженням висхідним музичним наголосом, що існував у давньоруські часи): гóрод (гóроду), пóрох (пóроху), морóз (морóзу), стóрож (стóрожа), сóлод (сóлоду), хóлод (хóлоду), бéрег (бéрега), сéред, очерéт (очерéта), чéрез, шéлест (шéлесту). Проте у словах із рухомим (колишнім висхідним чи низхідним музичним наголосом), відбувається зміна [о], [е] в [і]: сторін (сторонá — стóрону), черід (череда́ — че́реду) борід (борода́ — бо́роду), борін (борона́ — бо́рону). Існує також думка, що подібні зміни відбулися за аналогією (доріг, поріг — як ріг, корів — як рів, сморід — як рід тощо).
У складах з епентезою
Не було переходу і в тому випадку, якщо голосний був за походженням епентичним: осетер, сосон.
У словах із доданим складом
Дуже рідкісне явище — слова з доданим складом. Прикметно, що поява нової голосівки не впливає на голосівку попереднього складу: по кімось (від по кім). Форми по комось просто не існує.
У складах з плавними
Не відбувався перехід у сполученнях голосних з плавними. Ця особливість іде ще з праслов'янської доби, у письмових пам'ятках букви ь, ъ після таких сполучень відсутні. У словах могла, росла, рости нема переходу [o] > [i], бо у наступному складі редукованих не було (тобто, мо–гла, ро–сла, ро–сти). Те саме, було в приставці роз-. Проте, цей закон не був послідовним, оскільки близько першої половини XVII ст. і в цих сполученнях проходила зміна [o] > [i]: Запоріжжя, запорізький (заст. Запорожжя, запорозький). Подібним чином відбувся перехід [o] > [i] в іменниковому суфіксі -овл- (у ньому після [о] в наступному складі не було зредукованого: торгівля, будівля, годівля (але Боромля).
У суфіксах
Не змінюються [о], [е] > [і] в закритому складі суфіксів -очк-, -ечк-, -оньк-, -еньк-, -есеньк-, -енк-, -ес-, -ен-, -тель-, -езн-, -енн-: хусточка, діжечка, голубонька, доленька, дрібнесенький, Ханенко, небес, імен, учитель, старезний, широчненний тощо, але коліс. Це пояснено своєрідністю їхнього функціонування у словотворчій системі української мови і тим, що після занепаду прикінцевого редукованого [ь] у вимові просто збереглися ці форми (визволитель, вихователь, приятель). До того ж чергування не відбувається у наростках -ець, -ок, -ень, -оть, бо, звичайно, тут голосівка випадає: кінець — кінця, візок — візка, рівень — рівня, ніготь — нігтя.
У префіксах
У складі деяких приростках на штиб воз-, без-, роз-, перед-, через-: возз'єднання, безвідповідальність, розмова, передплата, череззерниця.
Проте в південно-східнім говорі існує паралельна форма  біз  до прийменника  без .
У церковнослов'янізмах
Звичайно зберігаються етимологічі [о] та [е] у словах книжкового походження, зокрема, церковнослов'янізмах: закон (хоч є закін), народ (хоч є нарід), народний, верховний, Бог (хоч є Біг → спасибі), прапор (діалектна форма прапір). Цим зумовлено й те, що [е] не змінився в [і] у наростку -енн- у віддієслівних іменниках теж книжкового походження: враження — вражень, значення — значень, судження — суджень (у словах хотіння й веління [і] виник з «ятя»). Також за старокнижною традицією збережено в закритому складі [о] та [е] у прізвищах: Артемовський, Котляревський, Боровиковський, Назаревський поряд із Голованівський, Крижанівський, Вибранівський тощо.
В усічених словах
Не відбулося переходу у словах, що втратили прикінцевий приголосний, тобто там, де відбулося явище апокопи. Із-поміж них можна виділити три основні типи:
- Прислівники та частки з відкинутим прикінцевим приголосним: знов, либóнь, упрост, теж, тож, чом, соб — проти давніших форм: знóву, *lybono (*lyboni), упрóсто, тéже, тóже, чомý, собí. Ці слова ніколи не закінчувалися на «єр», а тому не було передумов для ікавізму.
- Форми наказового способу, що колись мали прикінцевий [і], як-от: вихóдь, скоч, хоч, вислов, завóзь, вивóдь, перемóж, дозволь (д.-рус. выходи, скочи, хочи, выслови, завози, выводи, переможи, дозволи). Прикінцевий [і] теж було втрачено після занепаду редукованих, а прикінцевого редукованого такі форми ніколи не мали. Ба більше, форми наказового способу без чергування вплинули навіть на дієслова з основою на j, унаслідок чого ті теж не мають чергування [о], [е] в [і]: заспокойся, кой, озбройся, хоча в інших словах ікавізм залишився: стій, бíйся, дій, напíй, подвíй тощо. До цього типу також слід віднести дієслівне закінчення [еш], де [е] в [і] не перейшов: несеш (← нєсєшь ← нєсєши), береш (← бєрєшь ← бєрєши). У формі 3-ї особи однини дієслова бути — єсть — зберігається етимологічний [е] за аналогією до більш уживаної є.
- До останнього типу належать усічені імена на зразок: Пронь, Троць, Кость, Федь — проти ранійших Прокіп, Трохим, Костянитин, Федір.

У деяких винятках
Відсутній перехід у словах клен, мед (утім, засвідчена і форма мід), слон, ясен, олень, лось, повторний, пристойний, зáводь, сом, капость.

## Сучасність
Перехід [o], [e] > [i] втратив продуктивність у XVIII ст. (за Ю. В. Шевельовим), тому в пізніших запозиченнях і новотворах він не спостерігається (атом, бор, порт, сорт, том).

### Запозичення
- Слова, запозичені у XVIII ст. і пізніше з польської мови, переважно зберігають [о], [е] навіть усупереч морфологічній мотивації, наприклад: безпечний, істотний, тритомний, ґрунтовний, потворний, коштовний, оздобний тощо. Сюди ж входять іменники: крок, коц, вирок, гоголь, момот, словник, творчий (можливо, забобон, зойк, скот), а також вельми, конче, осьмачка.
- Те саме стосується запозичень із чеської мови (гойний).
- Запозичення з російської: завод, соболь, строк, паровоз, діловод, післягроззя, пойма тощо.
- З румунської: ізвор, моторний.
- У запозиченнях з інших мов: атом, борт, тон, декрет, футбол, шофер, Мирон, Арсен, Артем, Семен. Проте у дуже давніх запозиченнях перехід [о], [е] в [і] можлививий: папір, колір, ґніт, дріт, якір, а також у власних іменах: Антін, Федір, Сидір, Тихін, Прокіп.

Проте не слід забувати про явище гіперизму в периферійних говорах української мови, унаслідок якого з'явилися такі слова, як дóхтір — дóхтора (літ. доктор), півний (літ. певний), гонір — гонору (літ. гонор).

### Новотвори
Явище ікавізму відсутнє в досить численних новотворах XVIII-ХХ ст.: преор, затор, розкоп, пронос, возовня, льодовня, борня, невтомний, самотній (хоч є самітний), салотопний, хлібороб, злороб, купинос, водойма.

### Нові тенденції
У старих словниках (Павла Білецького-Носенка сер. ХІХ ст., Бориса Грінченка поч. ХХ ст.) поширені форми з ікавізмом відсутні в сучасній мовній нормі.
| П. Б.-Носенка | Біг      | —            | —       | Дін (річка) | духівний | —          | катірга | ліжка        | норів | обріть | парубіцький | підпівня, підповня | пóліз | помста         | пригорщ          | слін | хірт, хорт | швірень          | швірка |
| Грінченка     | Біг, Бог | готів, готов | діготь  | —           | духовний | Ирід, Ирод | каторга | ліжка, лижка | норов | оброть | парубоцький | підповня           | пóлоз | пімста, помста | пригірщ, пригорщ | —    | хірт, хорт | швірень, шворінь | шворка |
| Сучасний      | Бог      | готов        | дьоготь | Дон         | духовний | Ірод       | каторга | ложка        | норов | оброть | —           | підповня           | пóлоз | помста         | пригорщ          | слон | хорт       | шворінь          | шворка |

Проект правопису 1933 року наводить паралельні форми: безводдя — безвіддя, голодовка — голодівка, коновка — конівка, коновод — коновід, окоп — окіп, церковка — церківця. Деякі мовознавці (С. Караванський) вважають, що впровадження подібних норм було пов'язане з прагненням наблизити українську вимову до російської.
| Правопис | 1928 року       | 1933 року   |
| -------- | --------------- | ----------- |
| роса     | рос і ріс       | рос         |
| свобода  | свобод і свобід | свобод      |
| стопа    | стіп            | стіп і стоп |
| субота   | субіт           | субот       |

### Вимова
У вимові подекуди збереглася відмінність між [і], посталим з [ě], [е] з одного боку та [о] з іншого. Ідеться про пом'якшення приголосних у позиції перед [і], наприклад: [д'іл] ← dělъ проти [діл] ← dolъ, [т'ік] ← teklъ проти [тік] ← tokъ. Таке розрізнення охоплювало тільки зубні приголосні, у чому й полягала причина його слабкості. Через складну внутрішню ситуацію розпочався процес утрати опозиції за твердістю-м'якістю зубних перед [і]. Непом'якшення зберігається в західнолемківських і закарпатських говірках, у північних діалектах і в центральнім полтавськім говорі, проте загалом мапа цієї опозиції виглядає дещо мозаїчно. Що ж до вимови [i] з [e], то сам перехід [e] в [i] відбувся раніше, тому цього разу приголосні перед [i] пом'якшуються.
У літературній мові донедавна вважалося бажаним непом'якшення д, т, н і дещо л, с, з перед [і] з [о], [е]. Утім, за твердженням Ю. Шевельова, «із 1969 р., в рамцях загальної політики наближення української мови до російської, припоручається, навпаки, їх пом'якшена вимова».

### Графіка
У правопису Максимовича пріоритет був відданий етимологічному написанню, тому [i] ятевого походження передавався як ѣ (цѣлый, сѣверъ, въ битвѣ, ѣхати), а [i] від [o] та від [e] — як о і е з «дашком» (мôй, жалôбно, ôнъ, матêрью).
В західноукраїнській орфографії кінця XIX — початку XX століття, зокрема желехівці, на місці ятя (у тому числі й нового) у позиції після м'яких зубних приголосних д, т, з, ц, с, л, н використовувалася літера ї; вона передавала «сильно пом'якшений» [і] (хлїб, дїд, нинї, цїлий). Але оскільки в Східній Україні відмінність між цим звуком і «звичайним» [і] зменшилася, вже Грінченко у своєму Словарі української мови відмовився від такого вжитку літери ї, і це вплинуло на зникнення цієї відмінности й на заході України. Таку відмову зафіксував Український правопис 1921 року.

## Аналогічні явища в інших мовах

### Полабська мова
У дослідженнях із полабської мови славісти засвідчують перехід *е в [і] головним чином перед м'яким приголосним (що засвідчено вже у XVI ст.). На прикладі топонімів, то прасл. *sedl(išč) (від село) відображено в сучасних топонімах як Siedels-Gärten, auf der Ziedelitz, а також прасл. *želišč (від жити) перейшло в Zieleitz, Sieleitzfeld, Sielitz, де в коренях слів реалізовано нове [і] ([іе]). Фонетичну зміну /е/ в /і/ зафіксовано в полабських топонімах Middefeitz, Midfeytze, Middefetze, Middefitz, що співвідносяться з прасл. *medovic- (в українській мові також є мед і мід, де останнє є діалектним варіантом. Порівняймо — ведмідь). Проте в полабській мові фіксуємо зміну /е/ в /і/ у словах disąt («десять»), divąt («дев'ять»), чого немає в українській мові.
Так само можна зустріти перехід [о] в [і]. У новополабських формах вживано корінь süli («сіль»), а також в окремих пам'ятках реалізовано форми: Silena, Siléna. Останні свідчать про зміну в корені голосного типу *soljan ↔ silen, тобто [о] ↔ [і]. До цього ж типу зміни у формі süli уналежнюємо й голосівку [y] (ü), що артикуляційно є огубленим [і]. Полабський топонім Pölitz має корень püli («поле»), зафіксований у пам'ятках у вигляді: Püely, Püley. Очевидно, що в цій мові наявне чергування [о] ↔ [і] (у цій позиції або звук [y], ü, або дифтонг [ye], üe).

### Хорватська мова
Хорватська чи не єдина (окрім української) слов'янська мова, у якій із-поміж усіх діалектів лише у чакавському говорі де-не-де відбувся перехід ѣ в [і]. Щоправда, тут існує два шляхи розвитку ѣ: [ě] → [і], [ě] → [е], отже, сам діалект поділяється на ікавський (на півдні) та екавійський (на півночі) відповідно, а по середині змішаний ікаво-екавійський. Там, де відбувся перехід [ě] → [і], можемо спостерігати вимову слів типу: sliditi ← *slěditi ← *slědъ («слід» — «слідити»); diliti ← *děliti ← *děl («діло» — «ділити»), grijati ← *grějati («гріти»), sijati ← sějati («сíяти»), bijaše ← *bějaše.
Однак існує ще ієкавійський різновид говору (у штокавському діалекті), у якім «ять» подекуди перейшов у [ije] («іє»), як-от: bijel ← *bělъ («білий»), mlijéko ← *mlěko ← *melkò (молоко), brijeg ← *brěgъ ← *bеrgъ («берег»), але mjesto ← *mě̀sto («місто»), vjera ← *vě̀ra («віра»), mjera ← *mě̀ra («міра»).

### Давньоновгородський діалект
Цікавим і досі ще ґрунтовно до кінця не дослідженим є давньоновгородський діалект. Прикметно, що з другої половини XII ст. у давньоновгородських пам'ятках помічено випадки змішання ѣ з [и], але таке явище посилюється в XIII—XV ст., відображаючи процес переходу [ě] → [і]. Таким чином, у в давньоновгородському діалекті, скажімо, існувала вузька реалізація звука [ě]: тило замість тѣло, колинома, к жени, нимъ замість нѣмъ. Десь змішення відбувається лише перед м'яким приголосним: хлебъ, але хлибе; у двінських грамотах помічаємо и тільки наприкінці слова: на лукини береги, на гори, на томъ сели, на маломъ островки, на голови, на другои сторони, на теи землѣ.
За приклад ми візьмемо листа, що його знайшли 2014 року біля Великого Новгорода, який зберіг шість рядків на лицьовій стороні та два на обороті. Стратиграфічна дата листа — XIII ст. А. А. Залізняк зазначив змішання ѣ з [и], що може підтвердити останній рядок: полуторъ грѣвни, де маємо грѣвни замість очікуваного гривни.
Саме явище переходу [ě] → [і] мало місце доти, доки новгородські землі не захопило Московське князівство. Саме з цього часу починають занепадати деякі риси давньоновгородського діалекту, у тому числі й ікавізм «ятя», що згодом перейшов у [e].